# Padstow, New South Wales
Padstow este o suburbie în Sydney, Australia.

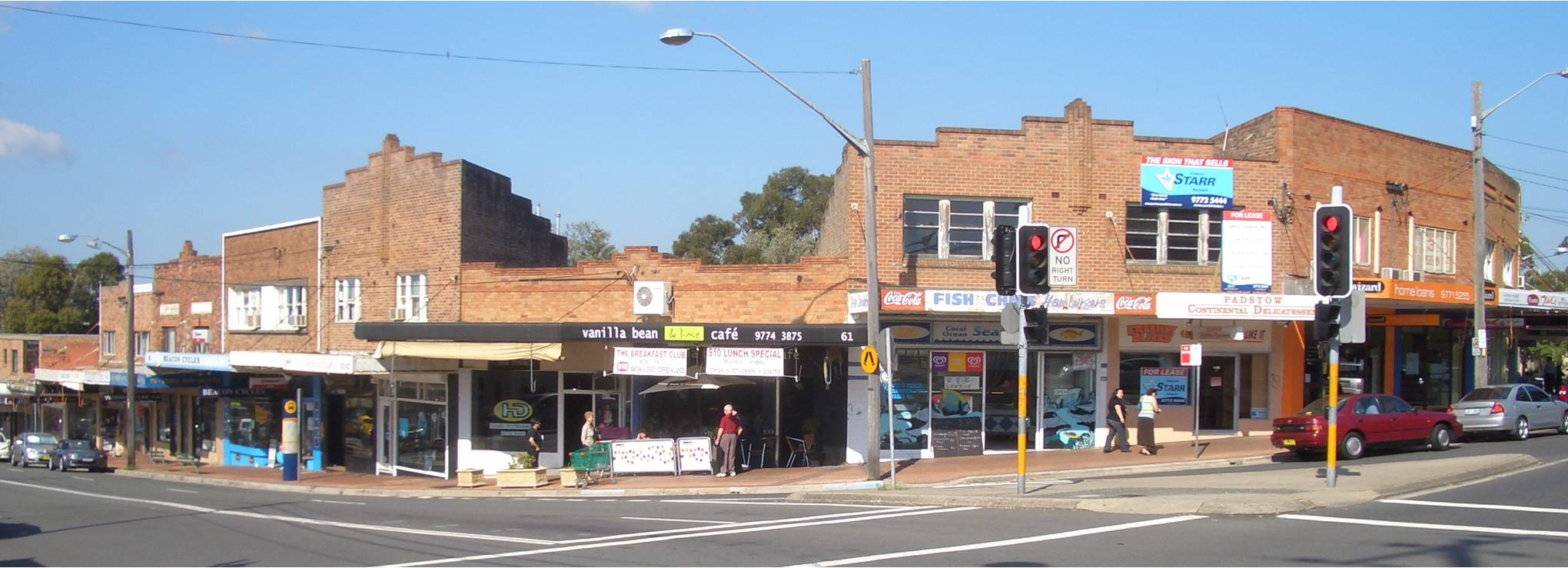
Padstow, Sydney

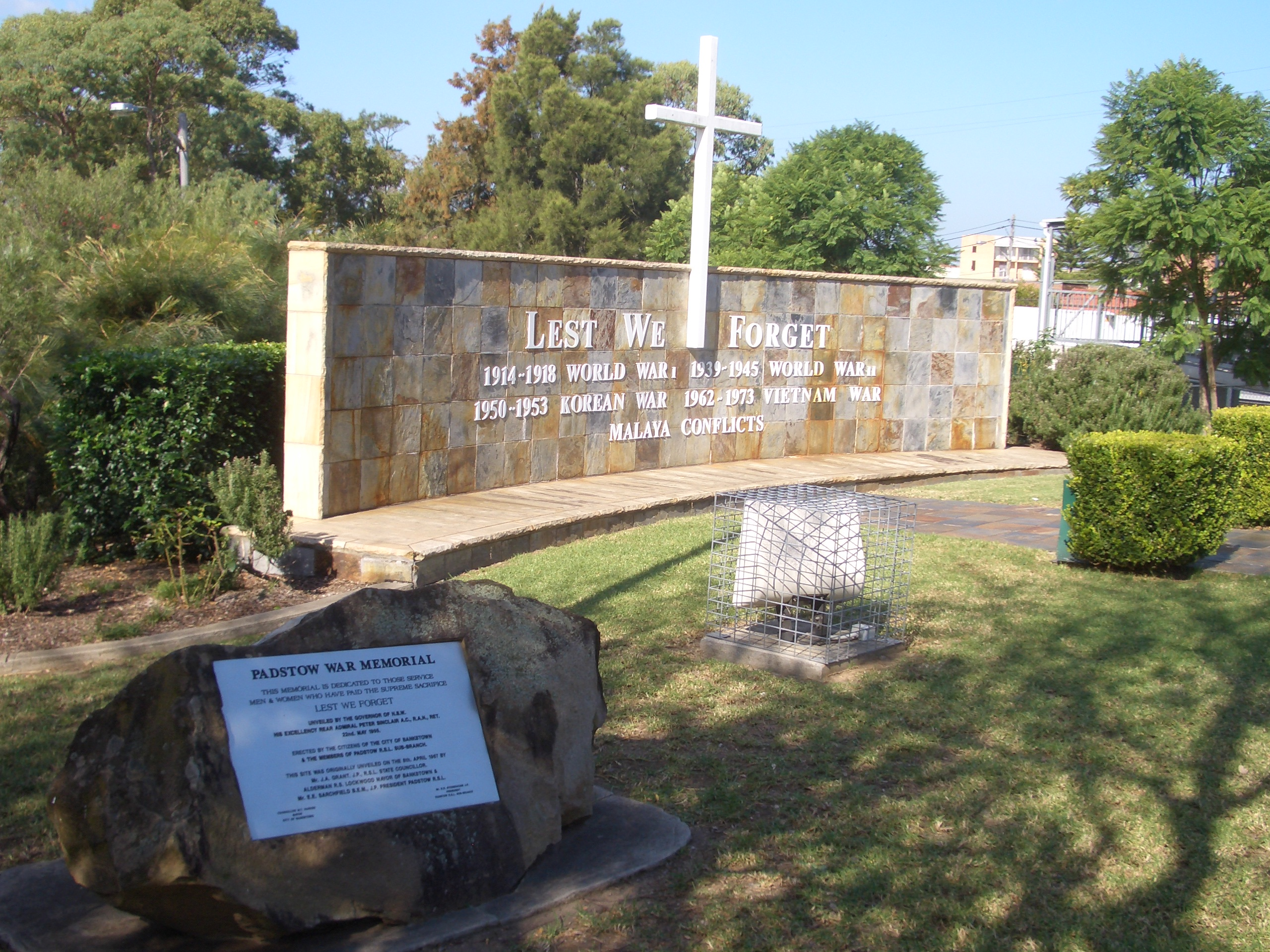